# Freydís Eiríksdóttir
Freydís Eiríksdóttir (Islanda, ... – ...; fl. XI secolo) è stata una figlia di Erik il Rosso, legata alla colonizzazione norrena dell'America settentrionale.
Le sole fonti medievali che citano Freydís sono due saghe di Vinland, che si crede siano state composte nel XIII secolo per descrivere eventi accaduti attorno all'anno 1000. Presentano storie molto diverse, nonostante in entrambe Freydís venga descritta come una donna forte e volitiva. La Saga di Erik il Rosso dice che era una sorellastra di Leifr Eiríksson, anche se secondo la Grœnlendinga saga ne era una sorella a tutti gli effetti.

## Saga di Erik il Rosso
Freydís si unì ad una spedizione diretta verso il Vinland, guidata da Þorfinnr Karlsefni. Il suo principale ruolo nel racconto consiste nell'aver partecipato ad una battaglia tra i norreni ed i nativi Skræling. I nativi avevano organizzato un attacco costringendo i norreni alla ritirata. Visti i compagni in ritirata, li richiamò all'ordine. Non riuscì a convincerli, per cui li seguì nella fuga. Visto il suo stato di gravidanza si attardò, entrando per ultima nel bosco, ed attirando su di sé gli indiani. Superò il corpo di un morto, Thorbrand, figlio di Snorri, recuperando la sua spada ed iniziando a combattere.
Gli Skræling la raggiunsero, ma dopo i primi scontri fuggirono alle loro barche.

## Grœnlendinga saga
Dopo che le spedizioni nel Vinland guidate da Leifr Eiríksson, Þorvaldr Eiríksson e Þorfinnr Karlsefni ebbero riscosso un qualche successo, Freydís volle il prestigio e la ricchezza legati ad un viaggio nel Vinland. Strinse un accordo con due islandesi, Helgi e Finnbogi, secondo cui sarebbero andati insieme nel Vinland dividendosi i profitti a metà. Questi decisero di accettare e di portare lo stesso numero di uomini, ma Freydís ne assunse segretamente in numero maggiore.
Nel Vinland Freydís tradì i suoi soci, attaccandoli ed uccidendoli nel sonno. Lei stessa uccise cinque degli uomini. Freydís volle nascondere il proprio tradimento, e minacciò di morte tutti coloro che avrebbero raccontato degli omicidi. Tornò in Groenlandia un anno dopo raccontando di come Helgi e Finnbogi avessero deciso di restare a Vinland.
Ma non tutti mantennero il segreto, e notizie del tradimento giunsero alle orecchie di Leifr. Questi fece torturare tre degli uomini che avevano partecipato alla spedizione di Freydís fino a farli confessare. Non approvando l'accaduto, decise comunque di "non fare a Freydis, mia sorella, quello che meriterebbe".